# Cerco de Haarlem
O cerco de Haarlem foi um episódio da Guerra dos Oitenta Anos. De 11 de dezembro de 1572 a 13 de julho de 1573, um exército de Filipe II de Espanha cercou sangrentamente a cidade de Haarlem, nos Países Baixos, cujas lealdades começaram a vacilar durante o verão anterior. Após a batalha naval de Haarlemmermeer e a derrota de uma força de socorro terrestre, a cidade faminta se rendeu e a guarnição foi massacrada. A resistência, no entanto, foi tomada como um exemplo heroico pelos orangistas nos cercos de Alkmaar e Leiden.

## Prelúdio
A cidade de Haarlem inicialmente tinha uma visão moderada na guerra religiosa que estava acontecendo na Holanda. Conseguiu escapar da iconoclastia reformada em 1566 que afetou outras cidades da Holanda. Quando a cidade de Brielle foi conquistada pelo exército revolucionário Geuzen em 1 de abril, Haarlem não apoiou inicialmente os Geuzen. A maioria dos administradores da cidade - ao contrário de muitos cidadãos - não era a favor da revolução aberta contra Filipe II de Espanha, que havia herdado o domínio dos Países Baixos de seu pai, o imperador Carlos V. No entanto, depois de muito debate político, a cidade se voltou oficialmente contra Filipe II em 4 de julho de 1572.
O governante de Espanha não ficou satisfeito e enviou um exército para norte sob o comando de Don Fadrique (Don Frederick em neerlandês), filho do duque de Alva. Em 17 de novembro de 1572, todos os cidadãos da cidade de Zutphen foram assassinados pelo exército espanhol, e em 1 de dezembro a cidade de Naarden sofreu o mesmo destino.
A administração da cidade de Haarlem enviou uma delegação de 4 pessoas a Amsterdã para tentar negociar com Don Fadrique. As defesas da cidade eram comandadas pelo governador da cidade, Wigbolt Ripperda, um comandante encarregado por Guilherme, o Silencioso, o Príncipe de Orange. Ele desaprovava fortemente a negociação com o exército espanhol, convocou a guarda da cidade e os convenceu a permanecer leais ao príncipe de Orange. A administração da cidade foi substituída por cidadãos pró-laranja. Quando a delegação voltou de Amsterdã, eles foram condenados como traidores e enviados ao príncipe. A Sint-Bavokerk (Igreja de São Bavo) foi limpa dos símbolos católicos romanos no mesmo dia.

## Sob cerco
Em 11 de dezembro de 1572, o exército espanhol cercou Haarlem. A cidade não era muito forte, militarmente falando. Embora a cidade estivesse completamente cercada por muralhas, elas não estavam em boa forma. A área ao redor da cidade não podia ser inundada, e ofereceu ao inimigo muitos lugares para montar acampamento. No entanto, a existência do Haarlemmermeer (um grande lago) nas proximidades tornou difícil para o inimigo cortar completamente o transporte de alimentos para a cidade.
Na Idade Média era incomum lutar no inverno, mas a cidade de Haarlem foi crucial e Don Fadrique ficou e colocou a cidade sob cerco. Durante os dois primeiros meses do cerco, a situação estava em equilíbrio. O exército espanhol cavou dois túneis para chegar às muralhas da cidade e derrubá-las. Os defensores fizeram túneis para explodir os túneis espanhóis. A situação piorou para Haarlem em 29 de março de 1573. O exército de Amsterdã, fiel ao rei espanhol, ocupou o Haarlemmermeer e efetivamente bloqueou Haarlem do mundo exterior. A fome na cidade cresceu, e a situação tornou-se tão tensa que em 27 de maio muitos prisioneiros (fiéis) foram retirados da prisão e assassinados. Em 19 de dezembro, nada menos que 625 tiros foram disparados contra a muralha defensiva entre o Janspoort e o Catherijnebridge. Isso obrigou os defensores a erguer um muro completamente novo.
Dois portões da cidade, o Kruispoort e o Janspoort, desabaram dos combates.
Kenau Simonsdochter Hasselaer, viúva de um armador, ajudou a restaurar as fortificações da cidade durante o cerco. Mais tarde, isso se transformaria em um mito histórico de que ela lutou pessoalmente e até liderou um exército de 300 mulheres em batalha.
No início de julho, Guilherme I de Orange reuniu um exército de 5 000 soldados perto de Leiden, para resgatar Haarlem. No entanto, os espanhóis os prenderam no Manpad e derrotaram o exército.

### Rendição
Nos primeiros dias da batalha, o exército espanhol tentou um assalto às muralhas da cidade, mas esta tentativa de conquistar rapidamente a cidade falhou devido à preparação insuficiente do exército espanhol, que não esperava muita resistência. Essa vitória inicial deu um grande impulso à moral dos defensores.
Após sete meses, a cidade se rendeu em 13 de julho de 1573. Normalmente, após tal cerco, haveria um período de tempo em que os soldados do exército vitorioso poderiam saquear a cidade, mas os cidadãos podiam comprar a si mesmos e à cidade gratuitamente por 240 000 florins.
As garantias escritas que haviam sido dadas à cidade foram respeitadas, mas toda a guarnição (que incluía muitos huguenotes ingleses, franceses e alemães) foi executada, com exceção dos alemães. Quarenta burgueses considerados culpados de sedição também foram executados; os sitiantes ficaram sem munição, muitos deles foram afogados no rio Spaarne. Enquanto a maioria dos cidadãos foi autorizada a sair, 1500 dos defensores da cidade foram decapitados ou amarrados em um par e jogados no rio.  O governador Ripperda e seu tenente foram decapitados. Dom Fadrique agradeceu a Deus por sua vitória no Sint-Bavokerk. A cidade teria que sediar uma guarnição espanhola.

## Consequências
Embora finalmente a cidade não pudesse ser mantida para o Príncipe de Orange, o cerco mostrou a outras cidades que o exército espanhol não era invencível. Esta ideia, e as grandes perdas sofridas pelo exército espanhol (talvez 10 000 homens), ajudaram as cidades de Leiden e Alkmaar em seus cercos. Esta última cidade mais tarde derrotaria o exército espanhol, um grande avanço na Revolta Holandesa. Na igreja de Sint-Bavo ainda podem ser lidas as seguintes palavras:
In dees grote nood, in ons uutereste ellent
Gaven wij de stadt op door hongers verbant
Niet dat hij se in creegh met stormender hant.
Nessa grande necessidade, na nossa mais absoluta miséria,
desistimos da cidade, forçados pela fome,

não que ele a tenha tomado de assalto.
O Exército da Flandres foi posteriormente atormentado por graves motins.